# Starsiedel
Starsiedel is een plaats en voormalige gemeente in de Duitse deelstaat Saksen-Anhalt, en maakt deel uit van de Landkreis Burgenlandkreis.
Starsiedel telt 736 inwoners.